# Caracara
Caracara – rodzaj ptaków z podrodziny sokołów (Falconinae) w rodzinie sokołowatych (Falconidae).

## Zasięg występowania
Rodzaj obejmuje gatunki występujące w Ameryce.

## Morfologia
Długość ciała 49–64 cm, rozpiętość skrzydeł 107–133 cm; masa ciała 907–1600 g.

## Systematyka

### Etymologia
- Caracara: tupi. nazwa Caracará „głośno wrzeszczeć”, dla karakar[8].
- Plancus: łac. plancus lup plangus „gatunek orła”, od gr. πλαγγος plangos „orzeł”[8]. Nomen nudum.
- Polyborus: gr. πολυβορος poluboros „nienasycony, chciwy”, od πολυς polus „dużo”; -βορος -boros „-pożerający”, od βιβρωσκω bibrōskō „zjeść”[8]. Gatunek typowy: Falco plancus J.F. Miller, 1777.
- Lagopterus: rodzaj Lagopus Fraser, 1844 (myszołów); gr. πτερον pteron „skrzydło”[8]. Gatunek typowy: †Lagopterus minutus Moreno & Mercerat, 1891.
- Asthenopterus: gr. ασθενης asthenēs „nieistotny, znikomy”; πτερον pteron „skrzydło”[8]. Nowa nazwa dla Lagopterus Moreno & Mercerat, 1891, ponieważ Ameghino błędnie uważał, że nazwa ta jest zajęta przez Lagoptera Guenée, 1852 (Lepidoptera).

### Podział systematyczny
Do rodzaju należą następujące gatunki:
- Caracara plancus J.F. Miller, 1777 – karakara czubata
- Caracara lutosa (Ridgway, 1876) – karakara meksykańska – takson wymarły około 1900 roku[10]

oraz wymarłe w czasach prehistorycznych gatunki: 
- Caracara minutus[5] Moreno & Mercerat, 1891
- Caracara latebrosus[11] (Wetmore, 1920)
- Caracara creightoni[12] Brodkorb, 1959
- Caracara tellustris[13] Olson, 2008
- Caracara major[14] Jones, Rinderknecht, Migotto & Blanco, 2013
- Caracara seymouri[15] Suárez & Olson, 2014